# Braune (Gardon)
Die Braune (französisch: Ruisseau de Braune) ist ein kleiner Fluss im Südosten Frankreichs, der im Département Gard der Region Okzitanien nordwestlich der Stadt Nîmes verläuft.

## Geographie

### Verlauf
Die Braune entspringt unter dem Namen Valat de la Haute Vérune im südlichen Gemeindegebiet von Saint-Mamert-du-Gard, knapp an der Grenze zur benachbarten Gemeinde Montpezat, entwässert generell Richtung Nordost, durchquert mehrere kleine Gemeinden in einem zusammenhängenden Weinbaugebiet und mündet nach rund 16 Kilometern im Gemeindegebiet von Dions als rechter Nebenfluss in den Gardon. Im Oberlauf quert die Braune die Bahnstrecke Saint-Germain-des-Fossés–Nîmes, im Mittelteil die als Schnellstraße ausgebaute Nationalstraße N106.

### Orte am Fluss
(Reihenfolge in Fließrichtung)
- Mas de Robine, Gemeinde Saint-Mamert-du-Gard
- Saint-Mamert-du-Gard
- Gajan
- Mas de Comte, Gemeinde Gajan
- La Rouvière
- La Calmette
- Dions